# 斯洛夫扬卡 (扎波罗热州)
47°14′52″N 35°22′17″E / 47.24778°N 35.37139°E
斯洛夫揚卡（烏克蘭語：Слов'янка）是位於烏克蘭東南部的村莊，由扎波羅熱州瓦西里夫卡區的米哈伊利夫卡市鎮負責管轄。該村始建於1920年，面積0.5平方公里，海拔高度80米，2001年人口82，人口密度每平方公里164人。